# Мофет (школы)
«Мофет» — израильская система физико-математических школ, включая Шевах-Мофет — самую известную из подобных школ в Израиле.

## История
Была создана в 1992 году педагогами из физико-математических школ бывшего СССР во главе с Яковом Мозгановым и Зеэвом Гейзелем.
В ученом совете системы школ «Мофет» известные ученые из стран бывшего СССР и Израиля (Университет «Бар Илан», Тель-Авивский университет, «Технион»). Педагоги в мофетовских школах имеют 2 и 3 академическую степени. Учащиеся мофетовских классов являются победителями и участниками всеизраильских и международных олимпиад по математике и работают по собственным оригинальным программам и методикам. Преподавание в вечерних школах ведется на иврите.
На настоящее время «Мофет» представляет собой многоступенчатую разветвленную образовательную систему:
- Неформальное образование — вечерние школы (3509 учащихся).
- Формальное образование — классы «МОФЕТ» при муниципальных школах (16000 учащихся)
- Начальная школа — для школьников с 1 по 6 класс центры с углубленным изучением математики, физики, английского и т. д. (4000 учащихся).
- Группы раннего развития для детей с 3 до 5.
- Для старших школьников подготовка к экзаменам на аттестат.